# Cube magique semi-parfait
En mathématiques, un cube magique semi-parfait est un cube magique qui n'est pas parfait, c.a.d., un cube magique pour lequel les sections planes diagonales ne totalisent pas nécessairement la constante magique du cube.

## Cubes magiques semi-parfaits d'ordre 3
Un cube magique semi-parfait d'ordre 3 a une constante magique de 42 et son élément central est 14. Hendricks a prouvé qu'il n'y a que 4 cubes magiques semi-parfaits (hors rotations et symétries), illustrés ci-dessous.
Premier cube
| 1° strate                                                                 | - | 2° strate                                                                   | - | 3° strate                                                                 |
| ------------------------------------------------------------------------- | - | --------------------------------------------------------------------------- | - | ------------------------------------------------------------------------- |
| {\displaystyle {\begin{bmatrix}4&12&26\\11&25&6\\27&5&10\\\end{bmatrix}}} |   | {\displaystyle {\begin{bmatrix}20&7&15\\9&(14)&19\\13&21&8\\\end{bmatrix}}} |   | {\displaystyle {\begin{bmatrix}18&23&1\\22&3&17\\2&16&24\\\end{bmatrix}}} |

Deuxième cube
| 1° strate                                                                 | - | 2° strate                                                                   | - | 3° strate                                                                 |
| ------------------------------------------------------------------------- | - | --------------------------------------------------------------------------- | - | ------------------------------------------------------------------------- |
| {\displaystyle {\begin{bmatrix}6&10&26\\11&27&4\\25&5&12\\\end{bmatrix}}} |   | {\displaystyle {\begin{bmatrix}20&9&13\\7&(14)&21\\15&19&8\\\end{bmatrix}}} |   | {\displaystyle {\begin{bmatrix}16&23&3\\24&1&17\\2&18&22\\\end{bmatrix}}} |

Troisième cube
| 1° strate                                                                 | - | 2° strate                                                                   | - | 3° strate                                                                 |
| ------------------------------------------------------------------------- | - | --------------------------------------------------------------------------- | - | ------------------------------------------------------------------------- |
| {\displaystyle {\begin{bmatrix}4&18&20\\17&19&6\\21&5&16\\\end{bmatrix}}} |   | {\displaystyle {\begin{bmatrix}26&1&15\\3&(14)&25\\13&27&2\\\end{bmatrix}}} |   | {\displaystyle {\begin{bmatrix}12&23&7\\22&9&11\\8&10&24\\\end{bmatrix}}} |

Quatrième cube
| 1° strate                                                                 | - | 2° strate                                                                   | - | 3° strate                                                                 |
| ------------------------------------------------------------------------- | - | --------------------------------------------------------------------------- | - | ------------------------------------------------------------------------- |
| {\displaystyle {\begin{bmatrix}6&16&20\\17&21&4\\19&5&18\\\end{bmatrix}}} |   | {\displaystyle {\begin{bmatrix}26&3&13\\1&(14)&27\\15&25&2\\\end{bmatrix}}} |   | {\displaystyle {\begin{bmatrix}10&23&9\\24&7&11\\8&12&22\\\end{bmatrix}}} |

## Cube magique semi-parfait d'ordre 4
Ci-dessous se trouve un cube magique semi-parfait d'ordre 4, dont la constante magique est 130.
| 1° strate                                                                                        | - | 2° strate                                                                                        | - | 3° strate                                                                                       | - | 4° strate                                                                                        |
| ------------------------------------------------------------------------------------------------ | - | ------------------------------------------------------------------------------------------------ | - | ----------------------------------------------------------------------------------------------- | - | ------------------------------------------------------------------------------------------------ |
| {\displaystyle {\begin{bmatrix}60&37&12&21\\13&20&61&36\\56&41&8&25\\1&32&49&48\\\end{bmatrix}}} |   | {\displaystyle {\begin{bmatrix}7&26&55&42\\50&47&2&31\\11&22&59&38\\62&35&14&19\\\end{bmatrix}}} |   | {\displaystyle {\begin{bmatrix}57&40&9&24\\16&17&64&33\\53&44&5&28\\4&29&52&45\\\end{bmatrix}}} |   | {\displaystyle {\begin{bmatrix}6&27&54&43\\51&46&3&30\\10&23&58&39\\63&34&15&18\\\end{bmatrix}}} |